# ماتو والتونن
ماتو والتونن (فنلاندی: Mato Valtonen؛ زادهٔ ۲۱ فوریهٔ ۱۹۵۵) بازیگر اهل فنلاند است.
از فیلم‌هایی که وی در آن نقش داشته‌است، می‌توان به لس آنجلس بدون نقشه، کابوی‌های لنین‌گراد به آمریکا می‌روند، مواظب روسری‌ات باش تاتیانا و سایه‌ها در بهشت اشاره کرد.